# Le Roi de la prairie (film, 1927)
Pour l’article homonyme, voir Le Roi de la prairie.

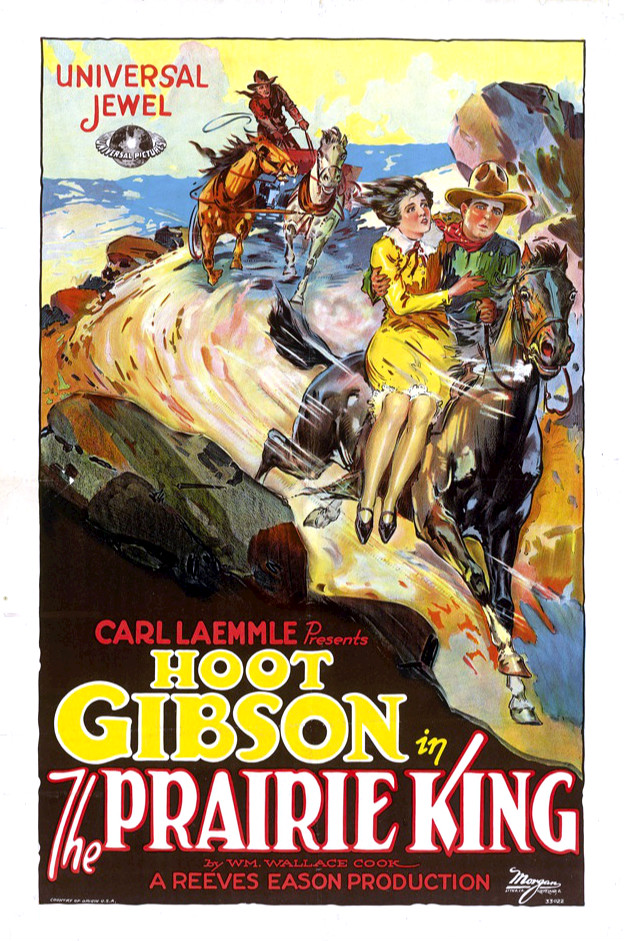
Affiche du film.

Le Roi de la prairie (The Prairie King) est un western américain réalisé par B. Reeves Eason et sorti en 1927.

## Fiche technique
- Titre original : The Prairie King
- Réalisation : B. Reeves Eason
- Scénario : Frank Howard Clark d'après une histoire de William Wallace Cook
- Producteur : Carl Laemmle
- Photographie : Harry Neumann
- Distributeur : Universal Pictures
- Pays de production :  États-Unis
- Durée : 60 minutes (6 bobines)[1]
- Date de sortie : 
  - États-Unis : 15 mai 1927

## Distribution
- Hoot Gibson : Andy Barden
- Barbara Worth : Edna Jordan
- Charles Sellon : Pop Wingate
- Rosa Gore : Aunt Hattie
- Albert Prisco : Dan Murdock
- Robert Homans : Jim Gardner
- George Periolat : Ramon Fernandez